# ECHO (Európai Bizottság)
Az Európai Bizottság Humanitárius Segélyek és Polgári Védelem Főigazgatósága (ECHO) (korábban az Európai Közösség Humanitárius Segélyek Hivatala) az Európai Bizottság tengerentúli országoknak nyújtott humanitárius segítséggel és polgári védelemmel foglalkozó szervezeti egysége. 2019 szeptembere óta Janez Lenarčič tölti be a válságkezelésért felelős uniós biztosi tisztséget az első Von der Leyen-bizottságban.
2013-ban az EU 1,35 milliárd euró összegű gyorssegélyt folyósított az ECHO-n keresztül a rászorulóknak. Az EU 2000 óta minden évben a második legnagyobb adományozó a humanitárius segítséget nyújtók körében (2012-ig állnak rendelkezésre adatok a segélyek összegéről). A tagállamaival együttesen az EU a humanitárius segélyek legfőbb forrása. 2009-ben a humanitárius segélyek teljes összegének több mint fele az EU-ból származott. Az ECHO által finanszírozott projektek évente 90 ország több mint 120 millió lakosának jelentenek segítséget.
Az ECHO nem saját maga hajtja végre a humanitárius beavatkozások terén megvalósuló segítségnyújtási programokat, hanem a több mint 200 partneréből – nem kormányzati, ENSZ-, valamint nemzetközi szervezetekből, így például a Vöröskeresztből, illetve a Vörösholdból – álló hálózatán keresztül finanszírozza a műveleteket. 2013-ban a 39 országban fenntartott 44 kirendeltségében 149 nemzetközi humanitárius szakértő és 315 nemzeti munkatárs dolgozott. A kirendeltségek feladata, hogy naprakész elemzéseket készítsenek a segítségre szoruló országok vagy régiók aktuális és jövőbeli szükségleteire vonatkozóan, hozzájáruljanak az intervenciós stratégiák és politikák fejlődéséhez, műszaki támogatást nyújtsanak az ECHO által finanszírozott műveletekhez, lehetővé tegyék az intervenciók megfelelő nyomon követését, valamint előmozdítsák az adományozók helyi szintű koordinálását.
A humanitárius segélyek finanszírozásán kívül az uniós polgári védelmi mechanizmussal kapcsolatos teendőket szintén az ECHO látja el. A 2001-ben létrehozott mechanizmus az Európában működő nemzeti polgári védelmi hatóságok együttműködését segíti elő. Jelenleg 31 ország a tagja: a 28 tagállam mellett Izland, Norvégia és Macedónia Volt Jugoszláv Köztársaság. A mechanizmus létrejöttének célja, hogy a részt vevő államok összehangolt segítséget nyújthassanak a természeti és az ember által okozott katasztrófák áldozatainak Európa-szerte és a kontinensen kívül is.
Miután az EU 2012-ben megkapta a Nobel-békedíjat, a második Barroso-bizottság az EU képviseletében elfogadta a díjjal járó pénzjutalmat, és „A béke gyermekei” új uniós kezdeményezés finanszírozására fordította. 2013-ban mintegy 2 millió eurót különítettek el a kezdeményezés keretében végrehajtott projektekre. Ezt az összeget 2014-ben 4 millió euróra emelték.

## Történeti háttér
Az Európai Közösség Humanitárius Segélyek Hivatalát (ECHO) 1992-ben a második Delors-bizottság hozta létre. Az Európai Közösség 2009. évi megszűnésével a hivatal elnevezéseként az Európai Bizottság, illetve Európai Unió Humanitárius Segélyek Hivatala nevet kezdték el használni, az ECHO betűszó azonban megmaradt.
A nemzetközi együttműködést, a humanitárius segítségnyújtást és a válságkezelést magában foglaló tárcáért felelős új biztos 2010-ben történő kinevezése összhangban van a Lisszaboni Szerződés 214. és 196. cikkével, amelyekben a humanitárius segítségnyújtás és a polgári védelem kiemelt (fenntartható) szerepet kap. Az ECHO hivatalos elnevezése Humanitárius Segélyek és Polgári Védelem Főigazgatóságára módosult. Az ECHO feladatkörét a polgári védelemre is kiterjesztették, amely a Környezetvédelmi Főigazgatóságtól került az ECHO feladatkörei közé. Az átalakítás egy olyan területen tekinthető előrelépésnek a hatékonyabb együttműködés és döntéshozatal irányába, ahol a gyors reagálás életmentő.
Az uniós polgári védelmi mechanizmus nyomán létrejött a katasztrófák nyomon követését szolgáló és a katasztrófa sújtotta országok felkészültségét és ellenálló képességét fokozó, polgári védelmi csomópontként funkcionáló Veszélyhelyzet-reagálási Koordinációs Központ. A polgári védelmi mechanizmust legutóbb a Bosznia-Hercegovinát és Szerbiát sújtó áradások során vették igénybe.

## Az ECHO feladata és elvei
Az ECHO feladata a humanitárius segítségnyújtás terén, hogy áruk és szolgáltatások formájában gyorssegélyt és támogatást nyújtson az Unión kívül előforduló konfliktusok, természeti katasztrófák, illetve az ember által okozott katasztrófák áldozatainak. Feladatainak köre a katasztrófamegelőzésre és a válságokat követő műveletekre is kiterjed.
Az európai humanitárius segítségnyújtás az emberiesség, a semlegesség, a pártatlanság és a függetlenség alapvető humanitárius elveire épül. Végrehajtása ezért a nemzetközi humanitárius jog alkalmazásától függ.
Az emberiesség azt jelenti, hogy az emberi szenvedés ellen mindenhol fel kell lépni, és különös figyelmet kell fordítani a legkiszolgáltatottabbak csoportokra.
A semlegesség azt jelenti, hogy humanitárius segítségnyújtás során a fegyveres konfliktusokban vagy más nézeteltérésekben részt vevő vagy érintett egyik fél érdekei sem helyezhetők előbbre a másik fél érdekeinél.
A pártatlanság azt jelenti, hogy humanitárius segély megkülönböztetés nélkül, kizárólag rászorultsági alapon nyújtható.
A függetlenség pedig azt jelenti, hogy a humanitárius céloknak politikai, gazdasági, katonai és egyéb céloktól függetlennek kell lenniük.
2007-ben az Európai Bizottság Louis Michel biztos kezdeményezésére elfogadta a humanitárius segítségnyújtással kapcsolatos európai konszenzust. Ez a nyilatkozat az első, kifejezetten a humanitárius segítségnyújtás kérdéseivel foglalkozó európai politikai szöveg. Az európai konszenzus megszövegezésében nem kormányzati szervezetek is aktívan részt vettek. A dokumentum a legteljesebb, a nem kormányzati szervezetek közös állásfoglalását legmegfelelőbben tükröző szövegnek tekinthető. Az európai konszenzus a humanitárius elvek közül megerősíti az emberiesség, a pártatlanság, a semlegesség és a függetlenség elvét. Megállapítja azt is, hogy a „humanitárius segítségnyújtás nem válságkezelési eszköz”.
2012-ben az ECHO kidolgozta a konszenzus első felülvizsgálatát, amelyben kiemelte, hogy a partnerek minőségi kiválasztása révén szilárdabb partnerségekre van szükség, és fokozottabb elszámoltathatóságról biztosította a polgárokat és az érdekelt feleket.
Szintén ebben az évben más támogatókkal és az Ügynökségek Közötti Állandó Bizottsággal (IASC) együttműködve kidolgozta a Transformative Agenda című dokumentumot (a humanitárius segítségnyújtás hatékonyabbá tételével foglalkozó menetrendet). A menetrendben megállapodtak a humanitárius irányítás, az elszámoltathatóság és az együttműködés elveiről a humanitárius segítségnyújtás gyorsaságának, hatékonyságának és eredményességének javítása érdekében. Ezenkívül annak érdekében, hogy a harmadik országok, a régiók és a nemzetközi szervezetek katasztrófa esetén hatékonyabban tudjanak együttműködni, és megfelelőbb védelmet biztosítsanak az érintettek számára, felvették a polgári védelmet az ECHO feladatai közé.

## Jogszabályi háttér
A Lisszaboni Szerződés hatálybalépése óta az uniós humanitárius segítségnyújtást az Európai Unió működéséről szóló szerződés 214. cikke szabályozza. A humanitárius segítségnyújtás megosztott párhuzamos hatáskör: ez azt jelenti, hogy az Unió olyan autonóm politikát folytat, amely nem akadályozza meg a tagállamokat a saját hatásköreik gyakorlásában, ugyanakkor nem csupán a tagállamok politikáinak „kiegészítője”.
A Lisszaboni Szerződés létrejöttéig a humanitárius segítségnyújtás az Európai Közösséget létrehozó szerződés (fejlesztési politikáról szóló) 179. cikkén alapult. A humanitárius segítségnyújtás korábban a fejlesztési biztosok, az első Barroso-bizottság alatt először Louis Michel, majd Karel de Gucht hatáskörébe tartozott. A Lisszaboni Szerződés vezette be először saját jogon uniós politikai területként az EUSZ-ben.
Az EUMSZ 214. cikke szerint az Unió humanitárius segítségnyújtási intézkedései arra irányulnak, hogy a harmadik országok lakosainak, akik természeti vagy ember okozta katasztrófák áldozataivá váltak, eseti támogatást és segítséget nyújtsanak. A cikk a humanitárius segítségnyújtás elveit, azaz a nemzetközi jog, a pártatlanság és az emberiesség, a semlegesség, valamint a hátrányos megkülönböztetés tilalmának elvét is hangsúlyozza.
A Bizottság 2013-ban új jogszabályt fogadott el az uniós polgári védelmi mechanizmusra vonatkozóan, amely hatékonyabb együttműködést tesz lehetővé, valamint támogatást nyújt a katasztrófákkal kapcsolatos megelőzés, előkészületek, valamint a katasztrófák során használt rendszerek hatékonyságának javításához. A jogszabály rendelkezett az önkéntesen, előzetesen rendelkezésre bocsátott kapacitásokról és anyagokról, az elsőként beavatkozóknak szóló képzési hálózat létrehozásáról, valamint a 31 részt vevő állam katasztrófakockázat-kezelési rendszerének tekintetében új szemléletről is.
A Lisszaboni Szerződés létrehozza az (EUMSZ 214. cikkében említett) Európai Önkéntes Humanitárius Segítségnyújtási Hadtestet is, amelybe beléphetnek azok az európaiak, akik közvetlenül részt kívánnak venni a humanitárius fellépésben.

## Az Uniós Humanitárius Segítségnyújtásban Részt Vevő Önkéntesek
Az Európai Bizottság egyik kezdeményezésének köszönhetően több mint 18 ezer önkéntes vehet részt világszerte a 2014–2020 közötti időszakban előforduló humanitárius válsághelyzetekben. A kezdeményezés részeként az önkéntesek európai képzési program keretében sajátíthatják el a szükséges tudást, hogy elismert humanitárius szervezetek munkájában vehessenek részt. 2012-ben mintegy 150 önkéntes bevonásával zajló további öt kísérleti projekt pénzügyi támogatásáról született megállapodás, középpontba helyezve az ellenálló képesség és a polgári védelmi kapacitások kiépítését.
Az Európai Parlament 2014 februárjában elfogadta a kezdeményezést. Az önkéntesek az EU által finanszírozott nemzetközi humanitárius műveletekben való részvétel mellett elhelyezkedhetnek az uniós humanitárius szervezeteknél, illetve a humanitárius műveleteket otthonról, interneten keresztül nyújtott segítségnyújtással is támogathatják.
A részt vevő nem kormányzati szervezeteknek tanúsítási eljárásban kell részt venniük ahhoz, hogy megfeleljenek az önkéntesek koordinálására irányuló európai szabványoknak.

## Költségvetés
2013-ban az ECHO segélyezési költségvetése elérte a kevesebb, mint az Unió teljes költségvetésének 1%-a. Az Európai Bizottság emellett a sürgősségisegély-tartalékát is a válsághelyzetekre és váratlanul bekövetkező katasztrófákra fordította. A költségvetés a sürgősségisegély-tartalékkal együttesen elérte az 1,35 milliárd eurót. Az ECHO összesen 90 harmadik ország több mint 124 millió lakosának nyújtott humanitárius segítséget 2013-ban, amelyből 39 országot válsághelyzetben lévő területnek minősített. A polgári védelmi mechanizmus használatára ugyanebben az évben 36 esetben volt szükség az EU-ban és az EU-n kívül előforduló válsághelyzetekben.
A támogatás nagy részét (azaz 40%-át) élelmezésre és élelmiszer-ellátásra fordították. Az egészségügyi ágazat (a pszichoszociális segítségnyújtást is beleértve) 13%-kal, a vízellátás és a csatornázás 12%-kal, a menedéknyújtás 19%-kal és a védelem 7%-kal szintén a támogatottabb területek közé tartoznak. Az ECHO a 2013. évi költségvetés katasztrófaelhárításra fordítható arányát 3%-ban (aminek mértéke 2012-hez képest csökkent), polgári védelemre fordítható mértékét pedig 2%-ban állapította meg.
Az EU a 2013. évi költségvetés 40%-át Afrika, 18%-át Ázsia, Latin-Amerika, valamint a karibi és csendes-óceáni térség, szintén 32%-át pedig a Közel-Kelet és a Mediterrán-térség megsegítésére fordította.
A fejlesztési támogatás mértéke 2010-ben történelmi csúcsra ért. A tagállamok által nyújtott önálló segélyekkel együtt az Unió a világ legnagyobb adományozója. A 2010-ben nyújtott, összesen 9,8 milliárdnyi nemzetközi humanitárius segély mintegy 41%-a az EU-ból származott.
A 2014-re elfogadott költségvetésből közel 1 milliárd eurót humanitárius segítségnyújtásra és polgári védelemre fognak fordítani.

## Stratégia
Az ECHO egyik feladata az emberi élet védelme és megóvása a válságos helyzetekben és azok közvetlen utóhatásai idején, a természeti és az ember által okozott helyzetekben egyaránt. Ezeket az elveket követve a Bizottság minden évben – a szükségletek alapján pártatlan megközelítést képviselve – stratégiai dokumentumot dolgoz ki a tevékenységek hatékony és megfelelő módon történő koordinálása és programozása érdekében.
Az ECHO 2013-ban humanitárius segítségnyújtását közel 90 országra tervezte összpontosítani. Az öt legnagyobb humanitárius művelet célpontjaként a nyugat-afrikai Száhel-övezetet (így a mali konfliktushoz további segítségnyújtással járult hozzá, 82 millió euró), Szudánt és Dél-Szudánt (80 millió euró), a Kongói Demokratikus Köztársaságot (54 millió euró), Pakisztánt (42 millió euró) és Szomáliát (40 millió euró) jelölte meg. Ezenkívül a humanitárius segítségnyújtás 40%-át a Szubszaharai-Afrikának ítélte.
A tartalék-költségvetést a Szíriában, Maliban, a Száhel-övezetben, Dél-Szudánban, a Kongói Demokratikus Köztársaságban és Mianmarban előforduló súlyos humanitárius válsághelyzetek kezelésére, valamint a Fülöp-szigeteken. Az ECHO olyan elfelejtett, válságok által érintett országokat is támogat, mint Banglades, Kolumbia, Jemen, Algéria, Pakisztán és Mianmar.

## Az európai polgárok véleménye
A humanitárius segítségnyújtással kapcsolatban végzett 2012. évi Eurobarométer tematikus felmérés eredményei szerint az európai polgárok rendkívül szolidárisak a saját országhatáraikon kívül előforduló konfliktusok és természeti katasztrófák áldozataival szemben. Tízből kilenc polgár gondolja úgy, hogy „fontos, hogy az Unió humanitárius segélyt nyújtson a határain kívül élő rászorulóknak”, és minden nyolcadik polgár vélekedik úgy, hogy az „összehangolt uniós polgári védelmi intézkedések sokkal hatékonyabbak az egyes országok segítségnyújtásánál”.